# Guan Ping
En aquest nom xinès, el cognom és Guan.
Guan Ping (mort el 220 EC) va ser el fill major del general militar Guan Yu i el germà major de Guan Xing. Ell va servir sota el senyor de la guerra Liu Bei durant el període de la tardana Dinastia Han Oriental de la història xinesa.
Poc es pot trobar sobre ell en els registres històrics (ni tan sols els nom estilitzat va ser documentat) excepte ell és capturat juntament amb el seu pare a l'oest de Maicheng (麦城, al sud-est de l'actual Dangyang, Hubei) per les forces de Sun Quan en el 220. Tots dos van ser ràpidament ajusticiats. En la novel històrica del segle catorzè del Romanç dels Tres Regnes de Luo Guanzhong, es diu que Guan Ping és adoptat per Guan Yu a l'edat del desset anys (Capítol 28), ja el seu pare veritable el va demanar de seguir i assistir a un general famós. Sense fills aleshores, Guan Yu va prendre a Guan Ping com el seu propi fill.
Des de la deïficació de Guan Yu a la Dinastia Sui, Guan Ping juntament amb Zhou Cang (de vegades amb Liao Hua també) apareix sovint al costat d'aquesta deïtat xinesa reverenciada en les estàtues col·locades en els temples i santuaris. En els retrats, el trio sovint apareix junt també. La cara de Guan Ping és tradicionalment pintada de blanc, el qual és un fort contrast amb el cutis de negre carbó de Zhou Cang, mentre Guan Yu tendeix a tenir ombres roges per la cara.